# Iberisk sjögroda
Iberisk sjögroda (Rana perezi, även kallad Pelophylax perezi) är en art i familjen äkta grodor (Ranidae) som tillhör ordningen stjärtlösa groddjur. 

## Utseende
Grodan påminner om en vanlig sjögroda, med grön till brungrön ryggsida med mörkare fläckar och ljusare undersida. Kroppslängden når upp till 10 centimeter. Precis som hos sjögrodan vetter ögonen åt sidorna, med oval, horisontal pupill.

## Utbredning
Den iberiska sjögrodan finns på hela Iberiska halvön och södra Frankrike. Den har dessutom inplanterats på Balearerna,  Kanarieöarna, två ställen i Storbritannien, Madeira och Azorerna. Den är vanlig över hela Iberiska halvön, men mindre vanligt förekommande i Frankrike. Status för populationen på Azorerna är litet känd.

## Fortplantning
Parningsperioden sträcker sig från mars till maj. Amplexus (hanens livtag på honan under parningen) sker strax bakom frambenen. Honan lägger upp till 10 000 ägg klumpvis i vattnet.

## Vanor
Grodan lever i olika typer av vattensamlingar, bäckar, diken, bevattningskanaler och stillastående vattensamlingar, även temporära, i ett flertal olika naturtyper. Bland dessa kan nämnas skogar, buskvegetation som macchia, saltängar, odlade områden, klippor (den kan gå upp till 2 400 m) och även platser nära bebyggelse, som trädgårdar och parker.
Under vintern, från december till februari, är den inaktiv. 

## Taxonomi
Taxonomin är omdiskuterad. Vissa forskare för den till släktet Pelophylax, och kallar den alltså Pelophylax perezi.